# Micronycteris buriri
Micronycteris buriri (Larsen, Siles, Pedersen & Kwiecinski, 2011) è un pipistrello della famiglia dei Fillostomidi endemico dell'isola di Saint Vincent, nelle Piccole Antille.

## Descrizione

### Dimensioni
Pipistrello di piccole dimensioni, con la lunghezza totale tra 66 e 72 mm, la lunghezza dell'avambraccio tra 36,36 e 39,47 mm, la lunghezza della coda tra 12 e 18 mm, la lunghezza del piede tra 10 e 13 mm, la lunghezza delle orecchie tra 19 e 25 mm.

### Aspetto
La pelliccia è lunga. Il colore generale del corpo varia dal bruno-grigiastro scuro al bruno-nerastro con la base dei peli bianca. Il muso è allungato, la foglia nasale è ben sviluppata, lanceolata e con la porzione anteriore saldata al labbro superiore soltanto alla base, mentre sul labbro inferiore è presente un cuscinetto carnoso a forma di V. Le orecchie sono grandi, ovali, ricoperte di peli alla base del margine anteriore e unite sulla testa da una membrana poco sviluppata con un incavo centrale superficiale. Il trago è corto, triangolare e con un piccolo incavo alla base del margine posteriore. I piedi sono ricoperti di peli. La coda è lunga circa la metà dell'ampio uropatagio.

## Biologia

### Comportamento
Si rifugia all'interno di grotte marine.

### Alimentazione
Si nutre di insetti.

## Distribuzione e habitat
Questa specie è conosciuta soltanto sull'isola di Saint Vincent, nelle Piccole Antille.
Vive nelle foreste e in piantagioni di banane fino a 646 metri di altitudine.

## Conservazione
Questa specie, essendo stata scoperta solo recentemente, non è stata sottoposta ancora a nessun criterio di conservazione.